# Império do Espírito Santo dos Pescadores da Praia
O Império do Espírito Santo dos Pescadores da Praia é um Império do Espírito Santo português que se localiza na freguesia açoriana de Santa Cruz, concelho da Praia da Vitória, ilha Terceira, arquipélago dos Açores.
Este Império do Espírito Santo tem a sua fundação no século XIX mais precisamente no ano de 1877.